# Mihai Cosma
Mihai Cosma (n. 16 octombrie 1965, București, România) este un muzicolog, critic muzical, jurnalist și profesor universitar român. Este autor de cărți și articole în limbile română și engleză și realizator (regizor, scenarist și producător) de filme documentare cu subiecte muzicale și producător de evenimente muzicale. Este singurul român membru al juriului mondial al Premiilor Oscar ale Operei (International Opera Awards) din istoria acordării acestora.

## Familia Cosma
Face parte dintr-o familie de muzicieni, tatăl său fiind muzicologul, profesorul și academicianul Octavian Lazăr Cosma (singurul muzicolog membru al Academiei Române din istoria acestei instituții), iar mama – pianista Elena Cosma. 
Străbunicul a fost învățător. Bunicii din partea tatălui, Lazăr și Aurelia, învățători, au fost uciși de trupele horthyste în septembrie 1940, în masacrul de la Treznea. Deși mai există mai mulți muzicieni cu numele de familie Cosma, legăturile de rudenie se opresc la cei menționați mai sus.

## Studii
A studiat pianul la Liceul de Muzică „George Enescu” din București (1973-1984) cu profesoara Dina Stancu. A absolvit apoi Conservatorul de Muzică „Ciprian Porumbescu” din București, secția muzicologie (1985-1989), la clasa tatălui său. Ulterior a obținut licența în regie de teatru muzical la Academia de Muzică din București (1991-1995), clasa prof.univ. Anghel Ionescu-Arbore. A devenit doctor în muzicologie în 2000, la Universitatea de Muzică din București, sub îndrumarea prof.univ.dr. Victor Giuleanu. A absolvit programul de studii post-doctorale MIDAS în 2012.

## Activitate

### În domeniul didactic
A fost asistent, lector, conferențiar și în prezent este profesor universitar doctor la Universitatea Națională de Muzică București, Facultatea de Compoziție, Muzicologie, Pedagogie muzicală, catedra de Muzicologie. Este îndrumător de lucrări de licență, de disertație, de lucrări pentru obținerea gradelor didactice superioare din învățământul pre-universitar etc. Face parte în mod curent din comisii de admitere, de licență, de disertație, de doctorat (referent oficial sau președinte, la toate instituțiile de învățământ superior muzical din țară dar și la Universitatea București ori la alte institute din domeniul artistic, cum ar fi UNATC), de atribuire a titlurilor universitare sau științifice (universități, Academia Română), de angajare sau de promovare a artiștilor la instituții de spectacole etc. Predă disciplinele Istoria Muzicii Românești, Istoria Muzicii Vocale, Muzicologie, Jurnalism.  
Iată numele câtorva studenți și/sau masteranzi muzicologi instruiți, formați, pregătiți, de-a lungul timpului, la clasa de muzicologie a profesorului Mihai Cosma: Ana Maria Orendi, Tiberiu Comandașu, Maria Grăjdian, Alice Lehovida, Irina Cristina Vasilescu, Lucia Raevschi, Mirela Radu, Luminița (Meiroșu) Ciobanu, Andra (Frățilă) Apostu, Diana Murășan, Adina Popescu, Andreea Dragu, Norela Costea, Petre Fugaciu, Lorena Ioniță, Teodora Constantinescu, Gabriela Bejan, Sarah Rizescuetc.

### Muzicolog și jurnalist
Este redactorul șef al Editurii Universității Naționale de Muzică București, de la înființare, fiind și fondatorul acesteia. Din 1991 este redactor la revista Muzica. A fost redactor fondator al revistei Actualitatea muzicală (1990), a cărei activitate a coordonat-o între 2002-2015, din 2019 deținând funcția de redactor șef. Este fondatorul primelor premii oferite de o revistă culturală (în 1991): Premiile de interpretare și creație ale revistei Actualitatea muzicală, ajunse acum la ediția XXXIII. Între 2009-2011 a fost redactor al revistei de cultură online "ArtActMagazine". A colaborat și colaborează cu numeroase ziare și reviste din țară și din străinătate, printre care Evenimentul zilei, Libertatea, Contemporanul, Curierul național, Cronica Română, Curentul, Cotidianul, Viitorul, Spectacolul muzicii, Muzica, Melos, Euphonia, Balcanii și Europa, Opera Story Magazine, Opera (Londra) ș.a., pentru care a scris peste 1000 de articole. A realizat emisiuni la Radio România Muzical și a participat (începând din 1984) la numeroase emisiuni la posturile naționale de radio (Radio România Cultural, Radio România Muzical, Radio România Actualități, Radio România Internațional, Radio România Regional, Radio România Tineret etc.), la posturi străine de radio și la posturi de televiziune (TVR1, TVR2, TVR Cultural) din țară și din străinătate. La TVR2 a participat câțiva ani săptămânal la emisiunea Colocviul criticilor muzicali, realizată de muzicologul Iosif Sava). Între 1995-1996 a fost criticul muzical al cotidianului Libertatea. Din februarie 2007 până în septembrie 2009 a ocupat poziția de comentator, cu rubrică săptămânală de muzică, la cotidianul Evenimentul zilei.
Este corespondentul pentru România al revistei britanice Opera (care de curând a preluat și revista americană Opera News), pentru care scrie cronici, portrete, recenzii, articole comemorative etc.
A participat la numeroase festivaluri internaționale, în Statele Unite ale Americii, Germania, Japonia, Italia, Ungaria, Rusia, Grecia, Olanda, Belgia, Luxemburg, Polonia, Bulgaria, China, Austria etc. Este membru sau președinte în numeroase jurii naționale și internaționale la concursuri de interpretare vocală sau instrumentală și manager de proiect al Concursului Internațional de Canto "Le Grand Prix de l'Opera", continuat de Concursul ”The International Grand Prix of Romania”. A susținut zeci de conferințe și prelegeri în medii universitare, culturale sau diplomatice din România, S.U.A., Japonia și în multe țări europene. Este membru al Uniunii Compozitorilor și Muzicologilor din România și ocupă funcții elective în conducerea secției de muzicologie și în stafful Uniunii. Grație cărților, studiilor, conferințelor, emisiunilor și filmografiei pe teme enesciene este considerat un expert în problematica legată de personalitatea, cariera și creația lui George Enescu. Apare adesea la TVR Cultural sau la Radio România Cultural și Radio România Muzical cu comentarii de specialitate.
A inițiat, coordonat și optimizat numeroase proiecte editoriale la Opera Națională București și la Teatrul Național de Operetă și Musical "Ion Dacian". La ONB a contribuit la comunicatele de presă și la conferințele de presă din perioada 2013-2015. A înființat stagiunea simfonica și stagiunea camerala a ONB, organizând numeroase evenimente muzicale și culturale.
A semnat Prefața, Cuvânt înainte sau texte promoționale la numeroase volume cu diferite tematici muzicale. A scris comentarii introductive pentru CD-uri. A scris laudatio pentru ceremoniile de decernare a titlului de doctor honoris causa al UNMB pentru mai multe personalități internaționale (Ida Haendel, David H. Williams etc.). Este editorul coordonator al unor importante volume, cum ar fi Universul muzicii românești, ediția a doua, de acad. Octavian Lazăr Cosma. Este îngrijitor de ediție sau redactor la cârti fundamentale ale muzicologiei românești.
Este membru în consiliul științific al revistei RevArt, a Univeristății de Vest din Timișoara, al Comitetului stiintific ai revistei CERCETĂRI ȘI STUDII - Etno-muzicologe, Bizantinologie și Etnologie al aceleiași Universități, în cel al revistei ICT in musical field a Academiei de Muzică "Gh. Dima" din Cluj-Napoca și al revistei Facultății de Muzică a Universității "Ovidius" din Constanța.

### Proiecte
Cel mai important proiect al muzicologului Mihai Cosma este fondarea și coordonarea Concursului Internațional ”Le Grand Prix de l'Opera”, devenit, după 4 ediții, unul dintre cele mai importante concursuri de canto din lume. Concursul este una dintre foarte puținele competiții cu acest profil care au obținut acreditarea și calitatea de membru al Federației Mondiale a Concursurilor Internaționale de Muzică (WFIMC). Din 2017 International Grand Prix of Romania funcționează ca Festival-Concurs și organizează evenimente precum recitaluri, masterclasses, prelegeri, workshop-uri, concursuri etc. În anul 2018 Grand Prix a funcționat în alianță cu L'assoluta Virginia Zeani, rezultând Zeani Grand Prix, un concurs internațional de prestigiu, al cărui coordonator artistic a fost Mihai Cosma. În anul 2019 a fost directorul Proiectului Internațional de Pregătire de Excelență pentru Artele Spectacolului ”Succes”, continuat și în 2020.
A derulat, în calitate de producător, director executiv sau director artistic, numeroase proiecte cu studenți, absolvenți și profesori ai Universității Naționale de Muzică București.
Pentru punerea lor în operă a câștigat granturi naționale și internaționale și a beneficiat de sprijin din partea unor sponsori români și străini. Acestea au fost organizate în comunități academice, diplomatice sau culturale din România, Germania, Statele Unite ale Americii, Polonia, Franța, Italia, Ungaria.
Printre ele se numără Mostly Tchaikowsky - Statele Unite (2001), Traviata 150 - Statele Unite (2003), George Enescu's "Oedipe" - Statele Unite (2005), The Roads of Romanticism - Polonia, Franța, Italia și România (2007), The International "George Enescu" Encounters - România (2007,2008,2009), Popasuri enesciene - România (2009, 2010, 2011), CHOPIN 200 - România (2010), Arii și parafraze (2013), 60 de ani de la inaugurarea clădirii ONB (2014), stagiunea simfonică a ONB, stagiunea camerală a ONB, masterclasses ale marilor artiști lirici la ONB și multe altele. A realizat numeroase expoziții, dedicate marilor personalități ale muzicii, la Operă, la Conservator, în SUA, etc. În decembrie 2023 a organizat Gala "Callas 100" la Sala Radio.

## Funcții
A realizat numeroase proiecte editoriale în calitate de autor, director de grant, consultant științific, redactor sau tehnoredactor la Editura Universității Naționale de Muzică București, pe care o conduce, de la înființare.
Este Consilier de management în cadrul Societății Române de Radiodifuziune. 
Este Directorul Centrului de Excelență al Facultății de Compoziție, Muzicologie și Pedagogie Muzicală din cadrul Universității Naționale de Muzică București. 
Este membru în Consiliul Științific al Centrului de Cercetare "Carmen Sylva - Arhiva princiară xu Wied" - Heildelberg, Germania.
Este membru în Consiliul Director al Uniunii Compozitorilor și Muzicologilor din România și membru în Biroul Secției de Muzicologie, poziții ocupate pentru a patra legislatură consecutiv (în urma alegerilor generale organizate prin vot secret).
Este expert evaluator de proiecte pentru Institutul Cultural Român (domeniile Muzică și Artele spectacolului) și pentru Fondul Cultural Național (domeniile Muzică și Proiecte editoriale).
Expert evaluator de proiecte în cadrul Planului National de Cercetare, Dezvoltare si Inovare  2015 – 2020 (PNCDI III).
A fost organizatorul și coordonatorul științific al Simpozionului Internațional de Muzicologie "George Enescu" din cadrul Festivalului Internațional "George Enescu"  între 2011-2023.
Din decembrie 2012 și până în decembrie 2016 a fost consilierul artistic al Operei Naționale București.
Din 2013 este expert al Centrului Național de Recunoaștere și Echivalare a Diplomelor (CNRED), pe domeniul muzică.
Este partener al Simpozionului național "Vocea umană" organizat de Institutul de Fonoaudiologie și Chirurgie Funcțională ORL Profesor Doctor Dorin Hociotă (2014, 2015, 2016)
Este expert evaluator de proiecte pentru concursurile de manageri pentru instituții de spectacole subordonate Ministerului Culturii și Cultelor.
Este expert evaluator de proiecte internaționale pentru ICR

### Membru în jurii naționale și internaționale
- Concursul "Ion Dacian", București
- Concursul "Pro Piano", București
- Concursul pentru voci feminine de operă "Magda Ianculescu", București
- Concursul Eurovision Young Classics, secțiunea națională română, București
- Concursul național de interpretare și creație "Paul Constantinescu", Ploiești - vicepreședinte secțiunea canto
- Concursul "Se caută Enescu", București
- Concursul "Prometheus", București
- Concursul Internațional de Canto "Traian Grozăvescu", Lugoj
- Concursul Internațional "România", Tokyo
- Concursul pentru acordarea burselor Fundației "Principesa Margareta a României", București
- Concursul Internațional de Canto "Maeștrii artei lirice", București
- Concursul "Trofeul Ion Dacian", București - fondator și președintele juriului
- Concursul Internațional de Canto "Le Grand Prix de l'Opera" - coordonatorul juriului și fondator al proiectului
- Concursul Internațional de Canto "Marcello Giordani" - Sicilia
- Concursul Internațional de Canto "Federico II" - Andria
- Concursul Internațional de Duo "Suzana Szorenyi" - București
- Concursul Internațional de Canto ”N. A. Rimski-Korsakov” - Sankt Petersburg/Tikhvin
- Concursul Internațional de Canto ”Elena Obraztsova” - Sankt Petersburg
- Concursul Internațional de Canto "Leonid Sobinov" - Yaroslavl
- Concursul Internațional de Canto ”L'Assoluta Virginia Zeani International Grand Prix of Romania” - Târgu Mureș - coordonator al concursului și al juriului, 2018
- Concursul Internațional de Canto ”Tiberiu Brediceanu” - Lugoj
- Premiile mondiale ale Operei (Oscarurile Operei) - International Opera Awards - Londra (din 2019 până în prezent)
- Concursul internațional de lied "Succes - International Grand Prix of Romania" - fondator al concursului și președintele juriului
- Trofeul "Florica Cristoforeanu" (Drumul spre celebritate) - președintele juriului
- Concursul Național de Musical - președintele juriului și fondator al concursului
- Concursul Internațional de Canto "Ionel Perlea" - Slobozia
- Concursul național de interpretare și creație “Crizantema de Aur” - secțiunea de creație

## Cărți (listă selectivă)
- Opera în România privită în context european, Editura Muzicală, Mihai Cosma (2001), Opera in Romania, Bucharest, Romania: Editura Muzicala
- Opera Națională din București - 50 de stagiuni în actuala clădire, Editura Coresi, Mihai Cosma (2004), Opera Nationala din Bucuresti, Editura CNI Coresi, ISBN 9735702576, 9735702576
- Opera Națională din București - stagiunea 2003/2004, Editura Coresi, 2004, 2 volume
- Opera Națională din București - stagiunea 2004/2005, Editura UNMB, 2005, 2 volume
- George Enescu, destinul unui geniu / George Enescu, the Destiny of a Genius, Editura Muzicală, 2005; ed.2, Editura Muzicală, 2005
- Dicționar de termeni muzicali român-englez și englez-român, Editura UNMB, 2007
- Catalog de opere, 3 volume, Editura Muzicală, 2006, 2007, 2008
- Poz(n)e cu muzicieni, 4 volume, Editura UNMB, 2007, 2009, 2010, 2011 Mihai Cosma (2007), Poz(n)e cu muzicieni, Romania: Editura UNMB

2008 
- Cel mai iubit dintre compozitori, Editura UNMB, 2008 Mihai Cosma (2008), Cel mai iubit dintre compozitori, Romania: Editura UNMB
- Capodopere verdiene, Editura UNMB, 2008 Mihai Cosma (2008), Capodopere verdiene, Bucharest, Romania: Editura Universitatii Nationale de Muzica Bucuresti
- Celelalte 13 - ghid de operă, Editura UNMB, 2009 Mihai Cosma (2009), Celelalte 13, Bucharest, Romania: Editura UNMB, ISBN 9789731905464, 9789731905464

## Filmografie
- Oedipe: premiera americană [2]
- Sinfonia da Camera: the China Tour
- The International «George Enescu» Cello Encounters
- Enescu: 7 Songs by Clement Marot

## Premii și distincții
- Premiul Fundației "Jora", pentru activitatea la revista Actualitatea muzicală (2001)
- Premiul Forumului Muzical Român (2004)
- Triplu laureat al Premiului pentru critică muzicală al Uniunii Compozitorilor și Muzicologilor din România (pentru anii 2008, 2016, 2021).
- Ordinul Meritul Cultural în grad de Cavaler (2008)
- Premiul revistei VIP pentru critică muzicală (2009)
- Diplome și medalii oferite de diverse instituții, precum Muzeul Național "George Enescu", Teatrul Național de Operetă "Ion Dacian", Festivalul Internațional al Artelor Spectacolului Muzical "Viața e frumoasă", Fundația "Darclee" etc.
- Premiul "Radar de media" pentru revista Actualitatea muzicală (2022)